# Neenchelys buitendijki
Neenchelys buitendijki är en fiskart som beskrevs av Weber och De Beaufort, 1916. Neenchelys buitendijki ingår i släktet Neenchelys och familjen Ophichthidae. Inga underarter finns listade i Catalogue of Life.